# Łuksztynia
Łuksztynia (lit. Lukštynė) – wieś na Litwie, w okręgu wileńskim, w rejonie wileńskim, w gminie Sużany.

## Historia
W dwudziestoleciu międzywojennym zaścianek leżący w Polsce, w województwie wileńskim, w powiecie wileńsko-trockim, w gminie Niemenczyn. W 1931 miejscowość liczyła 20 mieszkańców, zamieszkałych w 2 budynkach.
Po II wojnie światowej znalazła się w granicach Związku Sowieckiego, a po jego rozpadzie w granicach niepodległej Litwy.

## Ludzie związani z miejscowością
- ks. Antoni Skorko – polski duchowny rzymskokatolicki, profesor teologii, zamordowany przez Niemców w 1942; urodzony w Łuksztynie[3]